# マイ・ラヴ (ウエストライフの曲)
「マイ・ラヴ」（原題:My Love）はアイルランド出身の男性グループ、ウエストライフのシングル曲。彼らのアルバム『Coast To Coast』に収録されている。2000年11月5日に全英シングルチャート1位を記録。

## トラックリスト
CD1
1. "My Love" (ラジオエディット)
2. "If I Let You Go" (USA ミックス)

CD2
1. "My Love" (ラジオエディット)
2. "My Love" (インストルメンタル)
3. "My Love" (ミュージックビデオ)